# برناردو كالفو
برناردو كالفو (بالإسبانية: Bernardo Calvo)‏ هو لاعب كرة قاعدة مكسيكي، ولد في 16 نوفمبر 1945.